# Lussy
Lussy är en ort i kommunen La Folliaz i kantonen Fribourg, Schweiz. Lussy var tidigare en egen kommun, men den 1 januari 2005 slogs Lussy och Villarimboud samman till kommunen La Folliaz.